# Gravelotte
Gravelotte (Duits: Gravelotte in Lothringen) is een gemeente in het Franse departement Moselle (regio Grand Est) en telt 652 inwoners (1999). De plaats maakt deel uit van het arrondissement Metz.

## Geschiedenis
Tijdens de Frans-Pruisische Oorlog vond hier op 18 augustus 1870 de Slag bij Gravelotte plaats tussen de legers van koning Willem I van Pruisen en de Franse maarschalk Bazaine. Hieraan herinneren de Frans-Duitse militaire begraafplaats en het Musée de la guerre de 1870 et de l'annexation.

## Geografie
De oppervlakte van Gravelotte bedraagt 5,6 km², de bevolkingsdichtheid is 116,4 inwoners per km².
De onderstaande kaart toont de ligging van Gravelotte met de belangrijkste infrastructuur en aangrenzende gemeenten.

## Demografie
Onderstaande figuur toont het verloop van het inwonertal (bron: INSEE-tellingen).